# روز آيلاند (فلم)
جزيرة الوردة (تلفظ روز آيلاند) (بالإيطالية: L'incredibile storia dell'Isola delle Rose) هو فيلم درامي كوميدي إيطالي عرض عام 2020 من إخراج سيدني سيبيليا.
الفيلم مأخوذ عن القصة الحقيقية للمهندس جورجيو روزا وجمهورية روز آيلاند. تم إصداره على نتفلكس في 9 ديسمبر 2020.

## وصلات خارجية
- الموقع الرسمي
- مقالات تستعمل روابط فنية بلا صلة مع ويكي بيانات